# Otto Haab

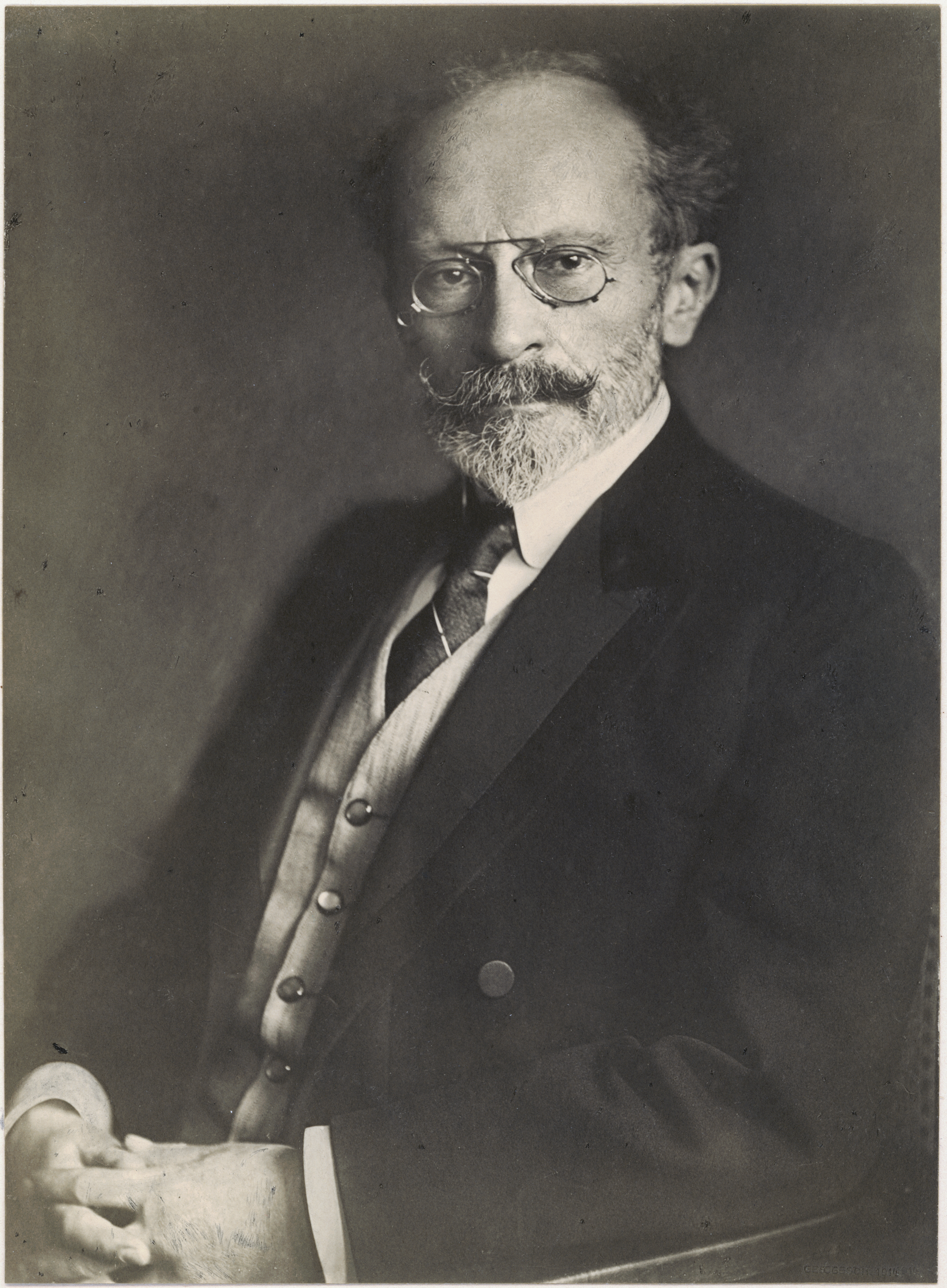
Otto Haab, 1914

Otto Haab (* 19. April 1850 in Wülflingen bei Winterthur; † 17. Oktober 1931 in Zürich) war ein Schweizer Augenarzt.
Haab wurde nach dem Studium der Medizin in Zürich 1875 promoviert. Bereits seit 1874 war er Assistent bei Carl Joseph Eberth in pathologischer Anatomie. 1877 wurde er Assistent bei Johann Friedrich Horner. 1879 habilitierte er sich für Ophthalmologie und übernahm 1886 Horners Professur an der Universität Zürich, die er bis 1919 innehatte. Haab liess sich die Instrumente von Johannes Konrad Grieshaber herstellen und reparieren. 1885 lieferte er eine klinische Beschreibung der Makuladegeneration. Zur Extraktion intraokularer Fremdkörper entwickelte er einen Riesenmagneten, der bis weit ins 20. Jahrhundert hinein seinen Namen trug.

## Werke
- Pathologische Anatomie des Auges. In: Zieglers Lehrbuch der pathologischen Anatomie.
- Hirnrindenreflex der Pupille. In: Archiv für Augenheilkunde 46 (1902) 1–26.
- Atlas und Grundriss der Ophthalmoskopie und ophthalmoskopischen Diagnostik. München 1895. 5. Aufl. 1908.
- Atlas der äusseren Erkrankungen des Auges nebst Grundriss ihrer Pathologie und Therapie. München 1899. 4. Aufl. 1910.
- Atlas und Grundriss der Lehre von den Augenoperationen. München 1904. 2. Aufl. 1920.